# Радомир Костадиновић
Радомир Костадиновић (Брод, Црна Трава, 29. септембар 1930 — Црна Трава, 5. фебруар 1987) био је српски етнолог, хроничар и историчар родног краја.

## Биографија
Школовао се у родном месту, Лесковцу и Неготину, где је завршио Вишу педагошку школу. Од 1952. године ради као наставник у основним школама у Броду, Златанцу и Црној Трави. Једно време био је и директор матичне школе у Црној Трави. Уз то, бавио се и организовањем културног живота у Црној Трави – основао општинску библиотеку и биоскоп. Интензивно се бавио проучавањем историје и етнологије свога завичаја, објављујући радове у листовима и часописима: „Градина“, „Расковник“, „Лесковачки зборник“, „Политика“ „Борба“, „Вечерње новости“ и другим. О свом завичају написао је монографију „Црна Трава и Црнотравци“, која је и данас, готово пола столећа од настанка, незаобилазна литература у проучавању историје и етнологије овог изузетно депопулациног краја југа Србије. Но, без обзира на сав труд који је улагао у проучавање и истраживање историје Црне Траве и Црнотраваца, познатих српских неимара, није наилазио на разумевање општинских власти, па су се тако, када је био предложен за Вукову награду, оне успротивиле, политички га дисквалификујући као неподобног. 

## Објављене књиге
- Црна Трава и Црнотравци, Лесковац, 1968,
- Просветно-културна еволуција Црнотравског краја, Лесковац, 1970,
- Револуцинарне песме црнотравског краја, Лесковац, 1971,
- Лазаричке песме црнотравског краја, Лесковац, 1972,
- Црнотравске легенде, Лесковац, 1972,